# Liste der Nummer-eins-Hits in den Hot 100 Airplay (1985)
Diese Liste enthält alle Nummer-eins-Hits in den Hot 100 Airplay Charts im Jahr 1985. Es handelt sich hierbei um die Charts mit den von den Radiostationen in den USA am häufigsten gespielten Musiktiteln, die vom US-amerikanischen Magazin Billboard veröffentlicht wurden. In diesem Jahr gab es 24 Spitzenreiter.
| Singles |
| --- |
| - Madonna – Like a Virgin - 5 Wochen (22. Dezember 1984 – 25. Januar 1985) - Chicago – You’re the Inspiration - 1 Woche (26. Januar – 1. Februar) - Foreigner – I Want to Know What Love Is - 2 Wochen (2. Februar – 15. Februar) - George Michael – Careless Whisper - 3 Wochen (16. Februar – 8. März) - REO Speedwagon – Can’t Fight This Feeling - 3 Wochen (9. März – 29. März) - Phil Collins – One More Night - 2 Wochen (30. März – 12. April) - USA for Africa – We Are the World - 4 Wochen (13. April – 10. Mai) - Madonna – Crazy for You - 1 Woche (11. Mai – 17. Mai) - Simple Minds – Don’t You (Forget About Me) - 1 Woche (18. Mai – 24. Mai) - Wham! – Everything She Wants - 2 Wochen (25. Mai – 7. Juni) - Tears for Fears – Everybody Wants to Rule the World - 2 Wochen (8. Juni – 21. Juni) - Phil Collins – Sussudio - 4 Wochen (22. Juni – 19. Juli) - Prince – Raspberry Beret - 1 Woche (20. Juli – 26. Juli) - Paul Young – Every Time You Go Away - 1 Woche (27. Juli – 2. August) - Tears for Fears – Shout - 3 Wochen (3. August – 23. August) - Huey Lewis & The News – The Power of Love - 3 Wochen (24. August – 13. September) - John Parr – St. Elmo's Fire (Man in Motion) - 1 Woche (14. September – 20. September) - Dire Straits – Money for Nothing - 3 Wochen (21. September – 11. Oktober) - a-ha – Take on Me - 2 Wochen (12. Oktober – 25. Oktober) - Stevie Wonder – Part-Time Lover - 3 Wochen (26. Oktober – 15. November) - Starship – We Built This City - 2 Wochen (16. November – 29. November) - Phil Collins & Marilyn Martin – Separate Lives - 2 Wochen (30. November – 13. Dezember) - Mr. Mister – Broken Wings - 1 Woche (14. Dezember – 20. Dezember) - Lionel Richie – Say You, Say Me - 5 Wochen (21. Dezember 1985 – 24. Januar 1986) |